# Eschborn-Francfort 2019
La 57e édition du Grand Prix de Francfort a lieu le 1er mai 2019. La course fait partie du calendrier UCI World Tour 2019 en catégorie 1.UWT.

## Équipes
| WorldTeams (12)- AG2R La Mondiale - Astana - Bahrain-Merida - Bora-hansgrohe - CCC Team - EF Education First - Lotto Soudal - Dimension Data - Katusha-Alpecin - Team Sunweb - Trek-Segafredo - UAE Team Emirates Équipes continentales professionnelles (10)- Cofidis, Solutions Crédits - Gazprom-RusVelo - Israel Cycling Academy - Neri Sottoli-Selle Italia-KTM - Roompot-Charles - Arkéa-Samsic - Sport Vlaanderen-Baloise - Wallonie Bruxelles - Wanty-Groupe Gobert - Total Direct Énergie |
| |

## Classement final
| \| Classement général \| Classement général \| Classement général \| Classement général \| Classement général \| \| Coureur \| Coureur \| Pays \| Équipe \| Temps \| \| ------------------ \| ------------------- \| ------------------ \| ----------------------------- \| ------------------ \| \| 1er \| Pascal Ackermann \| Allemagne \| Bora-Hansgrohe \| 4 h 23 min 36 s \| \| 2e \| John Degenkolb \| Allemagne \| Trek-Segafredo \| + 0 s \| \| 3e \| Alexander Kristoff \| Norvège \| UAE Team Emirates \| + 0 s \| \| 4e \| Davide Cimolai \| Italie \| Israel Cycling Academy \| + 0 s \| \| 5e \| Hugo Hofstetter \| France \| Cofidis, Solutions Crédits \| + 0 s \| \| 6e \| Baptiste Planckaert \| Belgique \| Wallonie Bruxelles \| + 0 s \| \| 7e \| Davide Gabburo \| Italie \| Neri Sottoli-Selle Italia-KTM \| + 0 s \| \| 8e \| Lawrence Naesen \| Belgique \| Lotto-Soudal \| + 0 s \| \| 9e \| Marco Haller \| Autriche \| Katusha-Alpecin \| + 0 s \| \| 10e \| Grega Bole \| Slovénie \| Bahrain-Merida \| + 0 s \| |                     |           |                               |                 |
| |                     |           |                               |                 |
| Source : ProCyclingStats |                     |           |                               |                 |
| Classement général |                     |           |                               |                 |
| Coureur | Coureur             | Pays      | Équipe                        | Temps           |
| 1er | Pascal Ackermann    | Allemagne | Bora-Hansgrohe                | 4 h 23 min 36 s |
| 2e | John Degenkolb      | Allemagne | Trek-Segafredo                | + 0 s           |
| 3e | Alexander Kristoff  | Norvège   | UAE Team Emirates             | + 0 s           |
| 4e | Davide Cimolai      | Italie    | Israel Cycling Academy        | + 0 s           |
| 5e | Hugo Hofstetter     | France    | Cofidis, Solutions Crédits    | + 0 s           |
| 6e | Baptiste Planckaert | Belgique  | Wallonie Bruxelles            | + 0 s           |
| 7e | Davide Gabburo      | Italie    | Neri Sottoli-Selle Italia-KTM | + 0 s           |
| 8e | Lawrence Naesen     | Belgique  | Lotto-Soudal                  | + 0 s           |
| 9e | Marco Haller        | Autriche  | Katusha-Alpecin               | + 0 s           |
| 10e | Grega Bole          | Slovénie  | Bahrain-Merida                | + 0 s           |

### Classements UCI
Le Eschborn-Francfort 2018 attribue le même nombre des points pour l'UCI World Tour 2019 (uniquement pour les coureurs membres d'équipes World Tour) et le Classement mondial UCI (pour tous les coureurs).
| Position           | 1er | 2e  | 3e  | 4e  | 5e  | 6e  | 7e | 8e | 9e | 10e | 11e | 12e | 13e | 14e | 15e à 20e | 21e à 30e | 31e à 50e | 51e à 55e | 56e à 60e |
| Classement général | 300 | 250 | 215 | 175 | 120 | 115 | 95 | 75 | 60 | 50  | 40  | 35  | 30  | 25  | 20        | 12        | 5         | 2         | 1         |

## Liste des participants
| Légende | Légende                                                                    | Légende | Légende                                                    |
| ------- | -------------------------------------------------------------------------- | ------- | ---------------------------------------------------------- |
| Num     | Dossard de départ porté par le coureur sur cet Eschborn-Francfort          | Pos     | Position à l'arrivée de la course                          |
|         | Indique un maillot de champion national ou mondial, suivi de sa spécialité | NP      | Indique un coureur qui n'a pas pris le départ de la course |
| AB      | Indique un coureur qui n'a pas terminé la course                           | HD      | Indique un coureur qui a terminé la course hors des délais |
| DSQ     | Indique un coureur qui a été disqualifié de la course                      |         |                                                            |

| UAE Team Emirates UAD | UAE Team Emirates UAD      | UAE Team Emirates UAD |
| --------------------- | -------------------------- | --------------------- |
| Num                   | Coureur                    | Pos                   |
| 1                     | Alexander Kristoff (NOR)   | 3e                    |
| 2                     | Sven Erik Bystrøm (NOR)    | 24e                   |
| 3                     | Roberto Ferrari (ITA)      | AB                    |
| 4                     | Vegard Stake Laengen (NOR) | 86e                   |
| 5                     | Rui Oliveira (POR)         | 85e                   |
| 6                     | Rory Sutherland (AUS)      | 93e                   |
| 7                     | Oliviero Troia (ITA)       | AB                    |

| Team Sunweb SUN | Team Sunweb SUN         | Team Sunweb SUN |
| --------------- | ----------------------- | --------------- |
| Num             | Coureur                 | Pos             |
| 11              | Michael Matthews (AUS)  | AB              |
| 12              | Jan Bakelants (BEL)     | 27e             |
| 13              | Chris Hamilton (AUS)    | 60e             |
| 14              | Joris Nieuwenhuis (NED) | 20e             |
| 15              | Casper Pedersen (DEN)   | AB              |
| 16              | Robert Power (AUS)      | AB              |
| 18              | Roy Curvers (NED)       | AB              |

| AG2R La Mondiale ALM | AG2R La Mondiale ALM         | AG2R La Mondiale ALM |
| -------------------- | ---------------------------- | -------------------- |
| Num                  | Coureur                      | Pos                  |
| 21                   | Oliver Naesen (BEL)          | 16e                  |
| 22                   | François Bidard (FRA)        | 87e                  |
| 23                   | Geoffrey Bouchard (FRA)      | 50e                  |
| 24                   | Ben Gastauer (LUX)           | 52e                  |
| 25                   | Quentin Jauregui (FRA)       | 17e                  |
| 26                   | Aurélien Paret-Peintre (FRA) | 59e                  |
| 27                   | Lawrence Warbasse (USA)      | 22e                  |

| Wanty-Gobert WGG | Wanty-Gobert WGG           | Wanty-Gobert WGG |
| ---------------- | -------------------------- | ---------------- |
| Num              | Coureur                    | Pos              |
| 31               | Jérôme Baugnies (BEL)      | 80e              |
| 32               | Fabien Doubey (FRA)        | 34e              |
| 33               | Marco Minnaard (NED)       | 46e              |
| 34               | Yoann Offredo (FRA)        | AB               |
| 35               | Kévin Van Melsen (BEL)     | AB               |
| 36               | Pieter Vanspeybrouck (BEL) | 67e              |
| 37               | Boris Vallée (BEL)         | AB               |

| Bahrain-Merida TBM | Bahrain-Merida TBM      | Bahrain-Merida TBM |
| ------------------ | ----------------------- | ------------------ |
| Num                | Coureur                 | Pos                |
| 41                 | Phil Bauhaus (GER)      | AB                 |
| 42                 | Grega Bole (SLO)        | 10e                |
| 43                 | Dylan Teuns (BEL)       | 70e                |
| 44                 | Heinrich Haussler (AUS) | 32e                |
| 45                 | Matej Mohorič (SLO)     | 11e                |
| 46                 | Marcel Sieberg (GER)    | 69e                |
| 48                 | Valerio Agnoli (ITA)    | 74e                |

| Bora-Hansgrohe BOH | Bora-Hansgrohe BOH        | Bora-Hansgrohe BOH |
| ------------------ | ------------------------- | ------------------ |
| Num                | Coureur                   | Pos                |
| 51                 | Pascal Ackermann (GER)    | 1er                |
| 52                 | Cesare Benedetti (ITA)    | 77e                |
| 53                 | Patrick Konrad (AUT)      | 75e                |
| 54                 | Gregor Mühlberger (AUT)   | 82e                |
| 55                 | Andreas Schillinger (GER) | 38e                |
| 56                 | Michael Schwarzmann (GER) | AB                 |
| 57                 | Rüdiger Selig (GER)       | 40e                |

| Dimension Data TDD | Dimension Data TDD                | Dimension Data TDD |
| ------------------ | --------------------------------- | ------------------ |
| Num                | Coureur                           | Pos                |
| 61                 | Michael Valgren (DEN)             | 92e                |
| 62                 | Scott Davies (GBR)                | AB                 |
| 63                 | Amanuel Ghebreigzabhier (ERI)     | 43e                |
| 64                 | Ryan Gibbons (RSA)                | 49e                |
| 65                 | Edvald Boasson Hagen (NOR)        | 14e                |
| 66                 | Reinardt Janse van Rensburg (RSA) | AB                 |
| 67                 | Julien Vermote (BEL)              | AB                 |

| Trek-Segafredo TFS | Trek-Segafredo TFS   | Trek-Segafredo TFS |
| ------------------ | -------------------- | ------------------ |
| Num                | Coureur              | Pos                |
| 71                 | John Degenkolb (GER) | 2e                 |
| 72                 | Nicola Conci (ITA)   | 65e                |
| 73                 | Koen de Kort (NED)   | AB                 |
| 74                 | Alex Frame (NZL)     | AB                 |
| 75                 | Michael Gogl (AUT)   | 76e                |
| 76                 | Alex Kirsch (LUX)    | AB                 |
| 77                 | Kiel Reijnen (USA)   | AB                 |

| Katusha-Alpecin TKA | Katusha-Alpecin TKA    | Katusha-Alpecin TKA |
| ------------------- | ---------------------- | ------------------- |
| Num                 | Coureur                | Pos                 |
| 81                  | Nils Politt (GER)      | 30e                 |
| 82                  | Enrico Battaglin (ITA) | 54e                 |
| 83                  | José Gonçalves (POR)   | 84e                 |
| 84                  | Ruben Guerreiro (POR)  | 35e                 |
| 85                  | Marco Haller (AUT)     | 9e                  |
| 86                  | Reto Hollenstein (SUI) | 64e                 |
| 87                  | Willie Smit (RSA)      | AB                  |

| Astana AST | Astana AST                | Astana AST |
| ---------- | ------------------------- | ---------- |
| Num        | Coureur                   | Pos        |
| 91         | Magnus Cort Nielsen (DEN) | 18e        |
| 92         | Davide Ballerini (ITA)    | 90e        |
| 93         | Zhandos Bizhigitov (KAZ)  | 39e        |
| 94         | Manuele Boaro (ITA)       | 61e        |
| 95         | Laurens De Vreese (BEL)   | AB         |
| 96         | Yevgeniy Gidich (KAZ)     | 68e        |
| 97         | Artyom Zakharov (KAZ)     | AB         |

| EF Education First EF1 | EF Education First EF1 | EF Education First EF1 |
| ---------------------- | ---------------------- | ---------------------- |
| Num                    | Coureur                | Pos                    |
| 101                    | Simon Clarke (AUS)     | 79e                    |
| 102                    | Sean Bennett (USA)     | 25e                    |
| 104                    | Moreno Hofland (NED)   | AB                     |
| 105                    | Daniel McLay (GBR)     | AB                     |
| 106                    | Logan Owen (USA)       | AB                     |
| 107                    | James Whelan (AUS)     | 78e                    |
| 108                    | Sacha Modolo (ITA)     | AB                     |

| Lotto-Soudal LTS | Lotto-Soudal LTS        | Lotto-Soudal LTS |
| ---------------- | ----------------------- | ---------------- |
| Num              | Coureur                 | Pos              |
| 111              | Tomasz Marczyński (POL) | 73e              |
| 112              | Frederik Frison (BEL)   | AB               |
| 113              | Adam Hansen (AUS)       | 81e              |
| 114              | Roger Kluge (GER)       | AB               |
| 115              | Rémy Mertz (BEL)        | AB               |
| 116              | Lawrence Naesen (BEL)   | 8e               |
| 117              | Enzo Wouters (BEL)      | AB               |

| Arkéa-Samsic PCB | Arkéa-Samsic PCB        | Arkéa-Samsic PCB |
| ---------------- | ----------------------- | ---------------- |
| Num              | Coureur                 | Pos              |
| 121              | André Greipel (GER)     | AB               |
| 122              | Anthony Delaplace (FRA) | 28e              |
| 123              | Brice Feillu (FRA)      | 55e              |
| 124              | Romain Hardy (FRA)      | AB               |
| 125              | Kévin Ledanois (FRA)    | 15e              |
| 126              | Jérémy Maison (FRA)     | AB               |
| 127              | Florian Vachon (FRA)    | 88e              |

| CCC Team CPT | CCC Team CPT            | CCC Team CPT |
| ------------ | ----------------------- | ------------ |
| Num          | Coureur                 | Pos          |
| 131          | Laurens ten Dam (NED)   | 56e          |
| 132          | Josef Černý (CZE)       | 13e          |
| 133          | Kamil Gradek (POL)      | 53e          |
| 134          | Jonas Koch (GER)        | AB           |
| 135          | Szymon Sajnok (POL)     | AB           |
| 136          | Gijs Van Hoecke (BEL)   | AB           |
| 137          | Łukasz Wiśniowski (POL) | 57e          |

| Cofidis, Solutions Crédits COF | Cofidis, Solutions Crédits COF | Cofidis, Solutions Crédits COF |
| ------------------------------ | ------------------------------ | ------------------------------ |
| Num                            | Coureur                        | Pos                            |
| 141                            | Hugo Hofstetter (FRA)          | 5e                             |
| 142                            | Loïc Chetout (FRA)             | AB                             |
| 143                            | Dimitri Claeys (BEL)           | 89e                            |
| 144                            | Marco Mathis (GER)             | AB                             |
| 145                            | Geoffrey Soupe (FRA)           | 41e                            |
| 146                            | Damien Touzé (FRA)             | AB                             |
| 147                            | Kenneth Vanbilsen (BEL)        | AB                             |

| Israel Cycling Academy ICA | Israel Cycling Academy ICA | Israel Cycling Academy ICA |
| -------------------------- | -------------------------- | -------------------------- |
| Num                        | Coureur                    | Pos                        |
| 151                        | Davide Cimolai (ITA)       | 4e                         |
| 153                        | Roy Goldstein (ISR)        | AB                         |
| 154                        | August Jensen (NOR)        | AB                         |
| 155                        | Krists Neilands (LAT)      | 58e                        |
| 156                        | Kristian Sbaragli (ITA)    | 31e                        |
| 157                        | Tom Van Asbroeck (BEL)     | 47e                        |
| 158                        | Guillaume Boivin (CAN)     | 44e                        |

| Neri Sottoli-Selle Italia-KTM NSK | Neri Sottoli-Selle Italia-KTM NSK | Neri Sottoli-Selle Italia-KTM NSK |
| --------------------------------- | --------------------------------- | --------------------------------- |
| Num                               | Coureur                           | Pos                               |
| 162                               | Davide Gabburo (ITA)              | 7e                                |
| 163                               | Massimo Rosa (ITA)                | AB                                |
| 164                               | Sebastian Schönberger (AUT)       | AB                                |
| 165                               | Etienne van Empel (NED)           | 26e                               |
| 166                               | Simone Velasco (ITA)              | 12e                               |
| 167                               | Edoardo Zardini (ITA)             | 48e                               |
| 169                               | Lorenzo Fortunato (ITA)           | 42e                               |

| Total Direct Énergie TDE | Total Direct Énergie TDE | Total Direct Énergie TDE |
| ------------------------ | ------------------------ | ------------------------ |
| Num                      | Coureur                  | Pos                      |
| 171                      | Angélo Tulik (FRA)       | AB                       |
| 172                      | Mathieu Burgaudeau (FRA) | 37e                      |
| 173                      | Romain Cardis (FRA)      | AB                       |
| 174                      | Perrig Quéméneur (FRA)   | 72e                      |
| 175                      | Simon Sellier (FRA)      | AB                       |
| 176                      | Rein Taaramäe (EST)      | 71e                      |

| Sport Vlaanderen-Baloise SVB | Sport Vlaanderen-Baloise SVB | Sport Vlaanderen-Baloise SVB |
| ---------------------------- | ---------------------------- | ---------------------------- |
| Num                          | Coureur                      | Pos                          |
| 181                          | Thomas Sprengers (BEL)       | 23e                          |
| 182                          | Kevin Deltombe (BEL)         | 21e                          |
| 183                          | Emiel Planckaert (BEL)       | AB                           |
| 184                          | Mathias Van Gompel (BEL)     | AB                           |
| 185                          | Aaron Van Poucke (BEL)       | AB                           |
| 186                          | Aaron Verwilst (BEL)         | 36e                          |
| 187                          | Thimo Willems (BEL)          | AB                           |

| Roompot-Charles ROC | Roompot-Charles ROC       | Roompot-Charles ROC |
| ------------------- | ------------------------- | ------------------- |
| Num                 | Coureur                   | Pos                 |
| 191                 | Pieter Weening (NED)      | 62e                 |
| 192                 | Mathias De Witte (BEL)    | 63e                 |
| 193                 | Arjen Livyns (BEL)        | 29e                 |
| 194                 | Elmar Reinders (NED)      | AB                  |
| 195                 | Oscar Riesebeek (NED)     | 33e                 |
| 196                 | Justin Timmermans (NED)   | AB                  |
| 197                 | Sjoerd van Ginneken (NED) | AB                  |

| Gazprom-RusVelo GAZ | Gazprom-RusVelo GAZ    | Gazprom-RusVelo GAZ |
| ------------------- | ---------------------- | ------------------- |
| Num                 | Coureur                | Pos                 |
| 201                 | Evgeny Shalunov (RUS)  | 91e                 |
| 202                 | Evgeny Kobernyak (RUS) | AB                  |
| 203                 | Stepan Kourianov (RUS) | AB                  |
| 204                 | Artem Nych (RUS)       | 51e                 |
| 205                 | Ivan Rovny (RUS)       | 66e                 |
| 206                 | Sergey Shilov (RUS)    | 19e                 |
| 207                 | Anton Vorobyev (RUS)   | AB                  |

| Wallonie Bruxelles WVA | Wallonie Bruxelles WVA    | Wallonie Bruxelles WVA |
| ---------------------- | ------------------------- | ---------------------- |
| Num                    | Coureur                   | Pos                    |
| 211                    | Justin Jules (FRA)        | AB                     |
| 212                    | Kevyn Ista (BEL)          | AB                     |
| 213                    | Eliot Lietaer (BEL)       | 45e                    |
| 214                    | Kenny Molly (BEL)         | AB                     |
| 215                    | Dimitri Peyskens (BEL)    | 83e                    |
| 216                    | Baptiste Planckaert (BEL) | 6e                     |
| 217                    | Mathijs Paasschens (NED)  | AB                     |

| UAE Team Emirates UAD | UAE Team Emirates UAD      | UAE Team Emirates UAD |
| --------------------- | -------------------------- | --------------------- |
| Num                   | Coureur                    | Pos                   |
| 1                     | Alexander Kristoff (NOR)   | 3e                    |
| 2                     | Sven Erik Bystrøm (NOR)    | 24e                   |
| 3                     | Roberto Ferrari (ITA)      | AB                    |
| 4                     | Vegard Stake Laengen (NOR) | 86e                   |
| 5                     | Rui Oliveira (POR)         | 85e                   |
| 6                     | Rory Sutherland (AUS)      | 93e                   |
| 7                     | Oliviero Troia (ITA)       | AB                    |

| Team Sunweb SUN | Team Sunweb SUN         | Team Sunweb SUN |
| --------------- | ----------------------- | --------------- |
| Num             | Coureur                 | Pos             |
| 11              | Michael Matthews (AUS)  | AB              |
| 12              | Jan Bakelants (BEL)     | 27e             |
| 13              | Chris Hamilton (AUS)    | 60e             |
| 14              | Joris Nieuwenhuis (NED) | 20e             |
| 15              | Casper Pedersen (DEN)   | AB              |
| 16              | Robert Power (AUS)      | AB              |
| 18              | Roy Curvers (NED)       | AB              |

| AG2R La Mondiale ALM | AG2R La Mondiale ALM         | AG2R La Mondiale ALM |
| -------------------- | ---------------------------- | -------------------- |
| Num                  | Coureur                      | Pos                  |
| 21                   | Oliver Naesen (BEL)          | 16e                  |
| 22                   | François Bidard (FRA)        | 87e                  |
| 23                   | Geoffrey Bouchard (FRA)      | 50e                  |
| 24                   | Ben Gastauer (LUX)           | 52e                  |
| 25                   | Quentin Jauregui (FRA)       | 17e                  |
| 26                   | Aurélien Paret-Peintre (FRA) | 59e                  |
| 27                   | Lawrence Warbasse (USA)      | 22e                  |

| Wanty-Gobert WGG | Wanty-Gobert WGG           | Wanty-Gobert WGG |
| ---------------- | -------------------------- | ---------------- |
| Num              | Coureur                    | Pos              |
| 31               | Jérôme Baugnies (BEL)      | 80e              |
| 32               | Fabien Doubey (FRA)        | 34e              |
| 33               | Marco Minnaard (NED)       | 46e              |
| 34               | Yoann Offredo (FRA)        | AB               |
| 35               | Kévin Van Melsen (BEL)     | AB               |
| 36               | Pieter Vanspeybrouck (BEL) | 67e              |
| 37               | Boris Vallée (BEL)         | AB               |

| Bahrain-Merida TBM | Bahrain-Merida TBM      | Bahrain-Merida TBM |
| ------------------ | ----------------------- | ------------------ |
| Num                | Coureur                 | Pos                |
| 41                 | Phil Bauhaus (GER)      | AB                 |
| 42                 | Grega Bole (SLO)        | 10e                |
| 43                 | Dylan Teuns (BEL)       | 70e                |
| 44                 | Heinrich Haussler (AUS) | 32e                |
| 45                 | Matej Mohorič (SLO)     | 11e                |
| 46                 | Marcel Sieberg (GER)    | 69e                |
| 48                 | Valerio Agnoli (ITA)    | 74e                |

| Bora-Hansgrohe BOH | Bora-Hansgrohe BOH        | Bora-Hansgrohe BOH |
| ------------------ | ------------------------- | ------------------ |
| Num                | Coureur                   | Pos                |
| 51                 | Pascal Ackermann (GER)    | 1er                |
| 52                 | Cesare Benedetti (ITA)    | 77e                |
| 53                 | Patrick Konrad (AUT)      | 75e                |
| 54                 | Gregor Mühlberger (AUT)   | 82e                |
| 55                 | Andreas Schillinger (GER) | 38e                |
| 56                 | Michael Schwarzmann (GER) | AB                 |
| 57                 | Rüdiger Selig (GER)       | 40e                |

| Dimension Data TDD | Dimension Data TDD                | Dimension Data TDD |
| ------------------ | --------------------------------- | ------------------ |
| Num                | Coureur                           | Pos                |
| 61                 | Michael Valgren (DEN)             | 92e                |
| 62                 | Scott Davies (GBR)                | AB                 |
| 63                 | Amanuel Ghebreigzabhier (ERI)     | 43e                |
| 64                 | Ryan Gibbons (RSA)                | 49e                |
| 65                 | Edvald Boasson Hagen (NOR)        | 14e                |
| 66                 | Reinardt Janse van Rensburg (RSA) | AB                 |
| 67                 | Julien Vermote (BEL)              | AB                 |

| Trek-Segafredo TFS | Trek-Segafredo TFS   | Trek-Segafredo TFS |
| ------------------ | -------------------- | ------------------ |
| Num                | Coureur              | Pos                |
| 71                 | John Degenkolb (GER) | 2e                 |
| 72                 | Nicola Conci (ITA)   | 65e                |
| 73                 | Koen de Kort (NED)   | AB                 |
| 74                 | Alex Frame (NZL)     | AB                 |
| 75                 | Michael Gogl (AUT)   | 76e                |
| 76                 | Alex Kirsch (LUX)    | AB                 |
| 77                 | Kiel Reijnen (USA)   | AB                 |

| Katusha-Alpecin TKA | Katusha-Alpecin TKA    | Katusha-Alpecin TKA |
| ------------------- | ---------------------- | ------------------- |
| Num                 | Coureur                | Pos                 |
| 81                  | Nils Politt (GER)      | 30e                 |
| 82                  | Enrico Battaglin (ITA) | 54e                 |
| 83                  | José Gonçalves (POR)   | 84e                 |
| 84                  | Ruben Guerreiro (POR)  | 35e                 |
| 85                  | Marco Haller (AUT)     | 9e                  |
| 86                  | Reto Hollenstein (SUI) | 64e                 |
| 87                  | Willie Smit (RSA)      | AB                  |

| Astana AST | Astana AST                | Astana AST |
| ---------- | ------------------------- | ---------- |
| Num        | Coureur                   | Pos        |
| 91         | Magnus Cort Nielsen (DEN) | 18e        |
| 92         | Davide Ballerini (ITA)    | 90e        |
| 93         | Zhandos Bizhigitov (KAZ)  | 39e        |
| 94         | Manuele Boaro (ITA)       | 61e        |
| 95         | Laurens De Vreese (BEL)   | AB         |
| 96         | Yevgeniy Gidich (KAZ)     | 68e        |
| 97         | Artyom Zakharov (KAZ)     | AB         |

| EF Education First EF1 | EF Education First EF1 | EF Education First EF1 |
| ---------------------- | ---------------------- | ---------------------- |
| Num                    | Coureur                | Pos                    |
| 101                    | Simon Clarke (AUS)     | 79e                    |
| 102                    | Sean Bennett (USA)     | 25e                    |
| 104                    | Moreno Hofland (NED)   | AB                     |
| 105                    | Daniel McLay (GBR)     | AB                     |
| 106                    | Logan Owen (USA)       | AB                     |
| 107                    | James Whelan (AUS)     | 78e                    |
| 108                    | Sacha Modolo (ITA)     | AB                     |

| Lotto-Soudal LTS | Lotto-Soudal LTS        | Lotto-Soudal LTS |
| ---------------- | ----------------------- | ---------------- |
| Num              | Coureur                 | Pos              |
| 111              | Tomasz Marczyński (POL) | 73e              |
| 112              | Frederik Frison (BEL)   | AB               |
| 113              | Adam Hansen (AUS)       | 81e              |
| 114              | Roger Kluge (GER)       | AB               |
| 115              | Rémy Mertz (BEL)        | AB               |
| 116              | Lawrence Naesen (BEL)   | 8e               |
| 117              | Enzo Wouters (BEL)      | AB               |

| Arkéa-Samsic PCB | Arkéa-Samsic PCB        | Arkéa-Samsic PCB |
| ---------------- | ----------------------- | ---------------- |
| Num              | Coureur                 | Pos              |
| 121              | André Greipel (GER)     | AB               |
| 122              | Anthony Delaplace (FRA) | 28e              |
| 123              | Brice Feillu (FRA)      | 55e              |
| 124              | Romain Hardy (FRA)      | AB               |
| 125              | Kévin Ledanois (FRA)    | 15e              |
| 126              | Jérémy Maison (FRA)     | AB               |
| 127              | Florian Vachon (FRA)    | 88e              |

| CCC Team CPT | CCC Team CPT            | CCC Team CPT |
| ------------ | ----------------------- | ------------ |
| Num          | Coureur                 | Pos          |
| 131          | Laurens ten Dam (NED)   | 56e          |
| 132          | Josef Černý (CZE)       | 13e          |
| 133          | Kamil Gradek (POL)      | 53e          |
| 134          | Jonas Koch (GER)        | AB           |
| 135          | Szymon Sajnok (POL)     | AB           |
| 136          | Gijs Van Hoecke (BEL)   | AB           |
| 137          | Łukasz Wiśniowski (POL) | 57e          |

| Cofidis, Solutions Crédits COF | Cofidis, Solutions Crédits COF | Cofidis, Solutions Crédits COF |
| ------------------------------ | ------------------------------ | ------------------------------ |
| Num                            | Coureur                        | Pos                            |
| 141                            | Hugo Hofstetter (FRA)          | 5e                             |
| 142                            | Loïc Chetout (FRA)             | AB                             |
| 143                            | Dimitri Claeys (BEL)           | 89e                            |
| 144                            | Marco Mathis (GER)             | AB                             |
| 145                            | Geoffrey Soupe (FRA)           | 41e                            |
| 146                            | Damien Touzé (FRA)             | AB                             |
| 147                            | Kenneth Vanbilsen (BEL)        | AB                             |

| Israel Cycling Academy ICA | Israel Cycling Academy ICA | Israel Cycling Academy ICA |
| -------------------------- | -------------------------- | -------------------------- |
| Num                        | Coureur                    | Pos                        |
| 151                        | Davide Cimolai (ITA)       | 4e                         |
| 153                        | Roy Goldstein (ISR)        | AB                         |
| 154                        | August Jensen (NOR)        | AB                         |
| 155                        | Krists Neilands (LAT)      | 58e                        |
| 156                        | Kristian Sbaragli (ITA)    | 31e                        |
| 157                        | Tom Van Asbroeck (BEL)     | 47e                        |
| 158                        | Guillaume Boivin (CAN)     | 44e                        |

| Neri Sottoli-Selle Italia-KTM NSK | Neri Sottoli-Selle Italia-KTM NSK | Neri Sottoli-Selle Italia-KTM NSK |
| --------------------------------- | --------------------------------- | --------------------------------- |
| Num                               | Coureur                           | Pos                               |
| 162                               | Davide Gabburo (ITA)              | 7e                                |
| 163                               | Massimo Rosa (ITA)                | AB                                |
| 164                               | Sebastian Schönberger (AUT)       | AB                                |
| 165                               | Etienne van Empel (NED)           | 26e                               |
| 166                               | Simone Velasco (ITA)              | 12e                               |
| 167                               | Edoardo Zardini (ITA)             | 48e                               |
| 169                               | Lorenzo Fortunato (ITA)           | 42e                               |

| Total Direct Énergie TDE | Total Direct Énergie TDE | Total Direct Énergie TDE |
| ------------------------ | ------------------------ | ------------------------ |
| Num                      | Coureur                  | Pos                      |
| 171                      | Angélo Tulik (FRA)       | AB                       |
| 172                      | Mathieu Burgaudeau (FRA) | 37e                      |
| 173                      | Romain Cardis (FRA)      | AB                       |
| 174                      | Perrig Quéméneur (FRA)   | 72e                      |
| 175                      | Simon Sellier (FRA)      | AB                       |
| 176                      | Rein Taaramäe (EST)      | 71e                      |

| Sport Vlaanderen-Baloise SVB | Sport Vlaanderen-Baloise SVB | Sport Vlaanderen-Baloise SVB |
| ---------------------------- | ---------------------------- | ---------------------------- |
| Num                          | Coureur                      | Pos                          |
| 181                          | Thomas Sprengers (BEL)       | 23e                          |
| 182                          | Kevin Deltombe (BEL)         | 21e                          |
| 183                          | Emiel Planckaert (BEL)       | AB                           |
| 184                          | Mathias Van Gompel (BEL)     | AB                           |
| 185                          | Aaron Van Poucke (BEL)       | AB                           |
| 186                          | Aaron Verwilst (BEL)         | 36e                          |
| 187                          | Thimo Willems (BEL)          | AB                           |

| Roompot-Charles ROC | Roompot-Charles ROC       | Roompot-Charles ROC |
| ------------------- | ------------------------- | ------------------- |
| Num                 | Coureur                   | Pos                 |
| 191                 | Pieter Weening (NED)      | 62e                 |
| 192                 | Mathias De Witte (BEL)    | 63e                 |
| 193                 | Arjen Livyns (BEL)        | 29e                 |
| 194                 | Elmar Reinders (NED)      | AB                  |
| 195                 | Oscar Riesebeek (NED)     | 33e                 |
| 196                 | Justin Timmermans (NED)   | AB                  |
| 197                 | Sjoerd van Ginneken (NED) | AB                  |

| Gazprom-RusVelo GAZ | Gazprom-RusVelo GAZ    | Gazprom-RusVelo GAZ |
| ------------------- | ---------------------- | ------------------- |
| Num                 | Coureur                | Pos                 |
| 201                 | Evgeny Shalunov (RUS)  | 91e                 |
| 202                 | Evgeny Kobernyak (RUS) | AB                  |
| 203                 | Stepan Kourianov (RUS) | AB                  |
| 204                 | Artem Nych (RUS)       | 51e                 |
| 205                 | Ivan Rovny (RUS)       | 66e                 |
| 206                 | Sergey Shilov (RUS)    | 19e                 |
| 207                 | Anton Vorobyev (RUS)   | AB                  |

| Wallonie Bruxelles WVA | Wallonie Bruxelles WVA    | Wallonie Bruxelles WVA |
| ---------------------- | ------------------------- | ---------------------- |
| Num                    | Coureur                   | Pos                    |
| 211                    | Justin Jules (FRA)        | AB                     |
| 212                    | Kevyn Ista (BEL)          | AB                     |
| 213                    | Eliot Lietaer (BEL)       | 45e                    |
| 214                    | Kenny Molly (BEL)         | AB                     |
| 215                    | Dimitri Peyskens (BEL)    | 83e                    |
| 216                    | Baptiste Planckaert (BEL) | 6e                     |
| 217                    | Mathijs Paasschens (NED)  | AB                     |